# Баллантайн, Эдит
Эдит Баллантайн (10 декабря 1922, Крнов — 25 марта 2025) — гражданка Чехии и Канады, которая была  членом Международного женского союза за мир и свободу с 1969 года. В то время она стала исполнительным секретарём международной организации, базирующейся в Женеве (Швейцария) и служила там двадцать три года. С 1992 по 1998 год она занимала пост международного президента организации. В 1995 году она была удостоена премии мира Индиры Ганди.

## Ранний период жизни
Эдит Мюллер родилась 10 декабря 1922 года в городе Крнов, часть Чешской Силезии, в семье Розы и Алоиса Мюллер. Она росла в Чехословакии до Судетского кризиса 1938 года. Семья сначала бежала в Англию, а к 1939 году перебралась в Канаду, где они были размещены Канадской тихоокеанской железнодорожной компанией для ведения сельского хозяйства в Британской Колумбии. Не имея возможности содержать семью, они переехали в Торонто в 1941 году, где Мюллер нашел работу в качестве домашней прислуги. Не имея возможности говорить по-английски, её обучали этому языку волонтеры Международного женского союза за мир и свободу, которые следили за богемскими беженцами и пытались помочь им изменить жизнь в Канаде. Присоединившись к союзу, Мюллер нашла их идеи пацифизма и прав человека вдохновляющим, но потеряла связь с группой, когда переехала в Монреаль в 1945 году. В июле 1948 года Мюллер вышла замуж за Кэмпбелла Баллантайна, сотрудника Международной организации труда, и переехала вместе с ним. Позднее в том же году переехали в Женеве.

## Карьера
По прибытии в Швейцарию Баллантайн начала работать во Всемирной организации здравоохранения в отделе публикаций в качестве заместителя директора. Через пять лет она ушла с поста, чтобы ухаживать за своими детьми. После двадцати лет жизни в Женеве она узнала, что там находится штаб-квартира Международного женского союза за мир и свободу и пошла туда работать в 1968 году. В следующем году она стала генеральным секретарем организации. и согласилась на постоянную работу над улучшением взаимодействия союза с ООН. В 1970 году она посетила Восемнадцатый Конгресс WILPF, проходивший в Нью-Дели, который оказал глубокое влияние на её взгляды идей свободы и мира. Она признала, что, если мирные средства разрешения конфликта были исчерпаны, должны быть средства признания того, что угнетенные могут прибегнуть к насилию, и члены могут поддерживать ненасилие, не осуждая эксплуатируемых лиц, которые считают, что других вариантов не существует. Дебаты, последовавшие за встречей, привели к выводу о том, что идеалистическое стремление к пацифизму не может заменить признание того, что конечная цель мира — позволить людям достичь своего освобождения и жить свободно. В 1972 году она стала координатором работы WILPF с ООН. За её поездкой в Индию в 1975 году последовала группа наблюдателей, которая совершила поездку по Ближнему Востоку, что побудило Баллантайн рекомендовать WILPF настаивать на продолжении диалога между сторонами конфликта, но при этом сохранять нейтралитет по таким вопросам, как насилие и нарушения прав человека, которые были вызваны, скорее, чем вызвал конфликт. Она считала, что роль WILPF заключалась в том, чтобы побудить обе стороны найти мирные средства сосуществования, не обращая внимания на то, кто виноват в ситуации.
В 1976 году Баллантайн была избрана руководителем Конференции неправительственных организаций (КОНПО) ООН и была её президентом в течение следующих шести лет. Как первая представительница группы сторонников мира, занявшая этот пост, она открыла двери для достижения целей разоружения. Когда Всемирная конференция по положению женщин в 1980 году проходила в Копенгагене, Баллантайн выполняла функции председателя по разработке программ Форума НПО, обеспечивая уделение особого внимания вопросам мира и разоружения в обсуждениях различных семинаров. Она организовала два организационных комитета, один в Женеве, а другой в Нью-Йорке, чтобы гарантировать, что широкий вклад различных групп лег в основу конференции. В следующем году она помогла разработать конференцию «Женщины Европы в действии за мир» с целью собрать вместе активистов и феминисток для изучения опасений, вызывающих гонку вооружений, и разработки программ для мониторинга развития мирных переговоров. В 1983 году Баллантайн была среди 10 000 женщин, которые встречались с генералами в штаб-квартире НАТО в знак протеста против размещения новых ракет в Европе. Ракеты были развернуты, несмотря на протесты, и вскоре после этого Соединенные Штаты вторглись в Гренаду. Наряду с военным участием США в войне Contra, Баллантайн вместе с Адольфо Перес Эскивелем председательствовала на «Международной конференции по Никарагуа и миру в Центральной Америке» в Лиссабоне в 1984 году, чтобы обсудить эскалацию гонки вооружений. Её ориентация на следование как основным стратегиям достижения мира, так и поддержке организаций, которые отказались принимать традиционные стратегии, стала основой политики WILPF по принятию двустороннего подхода в поддержку мирного активизма.
Баллантайн снова была председателем комитета по планированию форума НПО Всемирной конференции по положению женщин 1985 года, которая должна состояться в Найроби. «Палатка мира», идея, выдвинутая Баллантайном, была установлена на лужайке у Университета Найроби и стала центральным элементом конференции. В палатке проводились ежедневные занятия, на которых женщины обсуждали влияние войны на женщин и детей. В 1992 году Баллантайн стал международным президентом WILPF и проработал в этом качестве в течение следующих шести лет. В 1995 году она была удостоена Премии мира Ганди.
Умерла 25 марта 2025 года в возрасте 102 лет.